# Mercury Zephyr
Mercury Zephyr – samochód osobowy klasy średniej produkowany pod amerykańską marką Mercury w latach 1978–1983.

## Historia i opis modelu

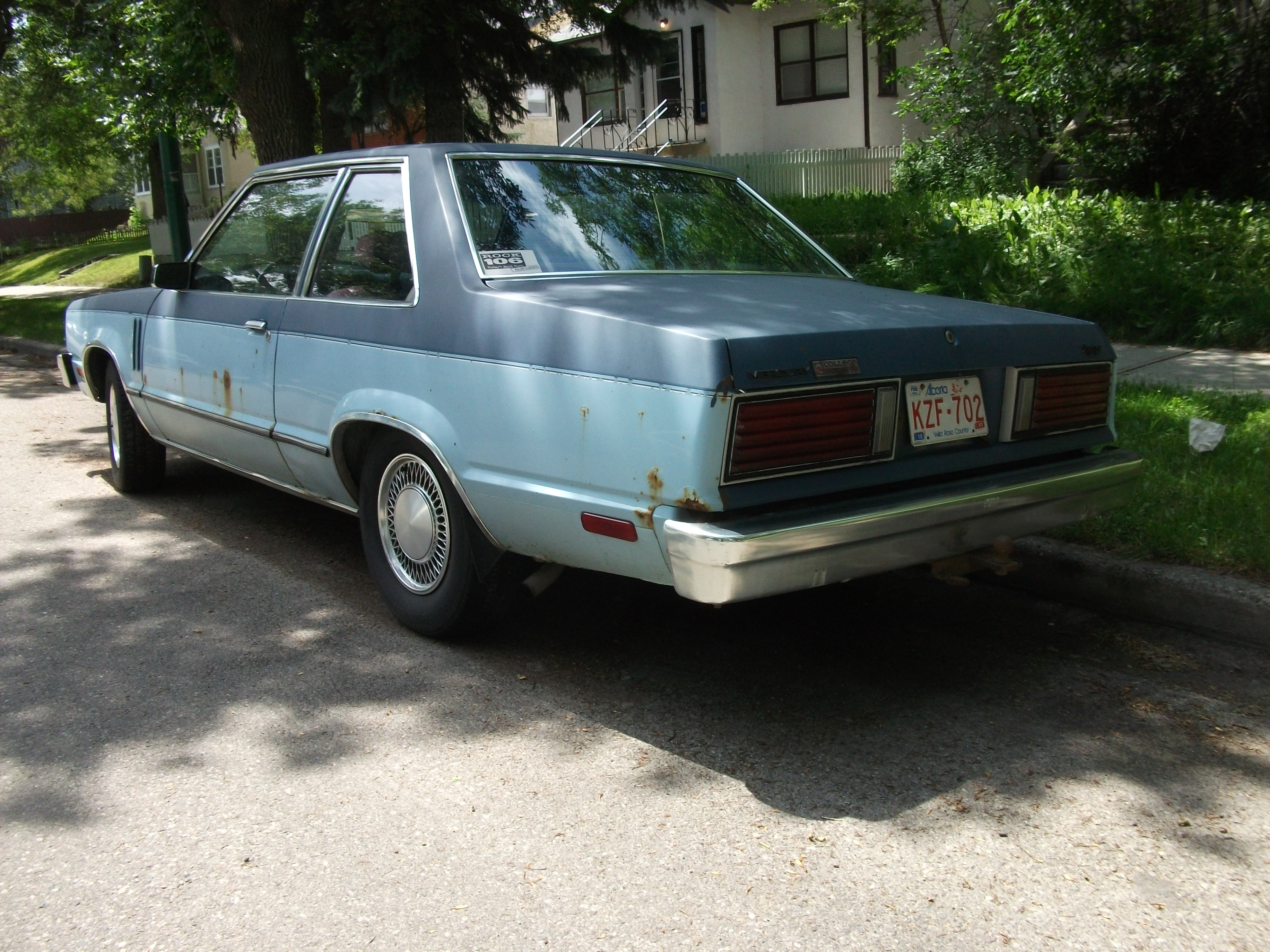
Mercury Zephyr - tył

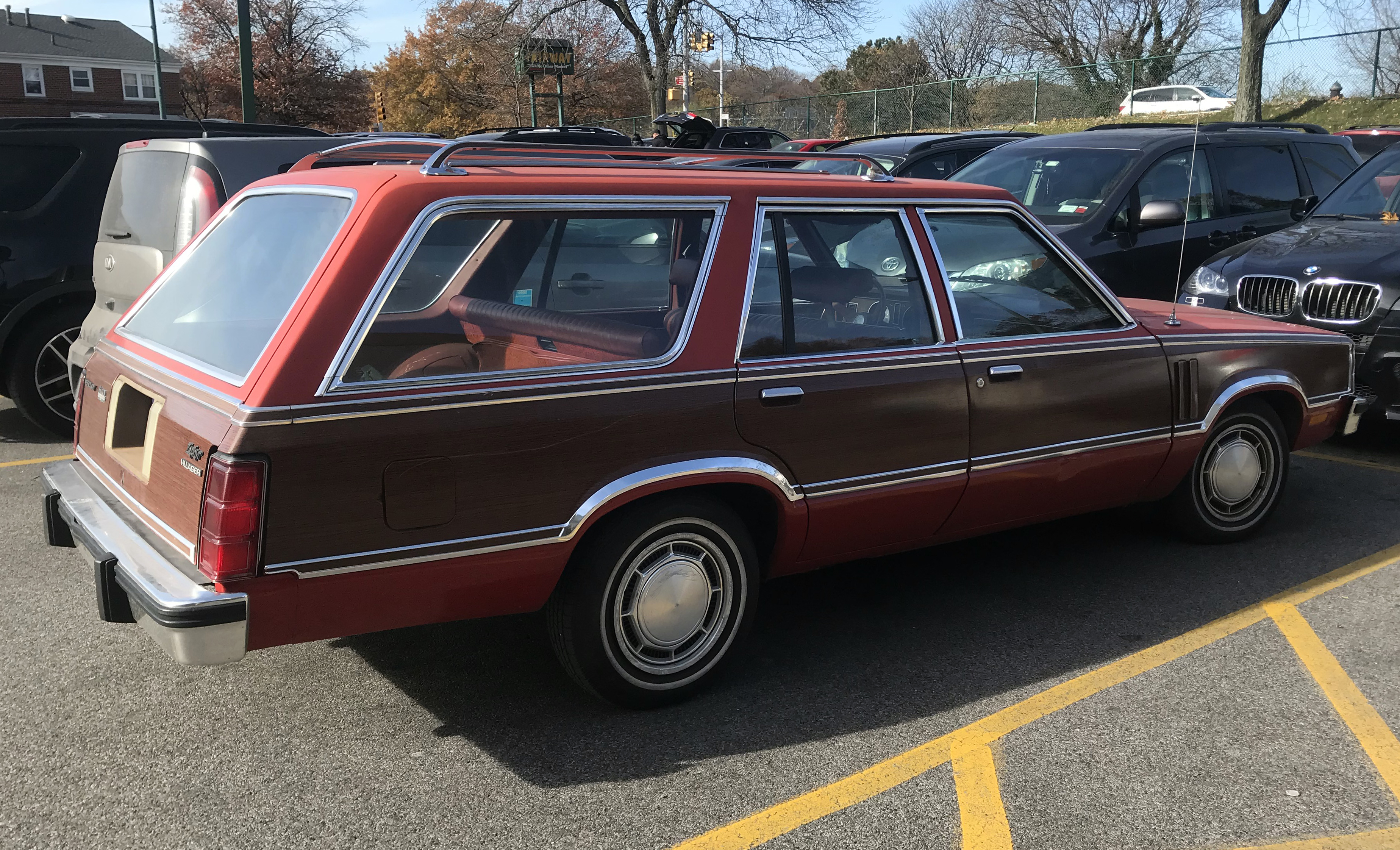
Mercury Zephyr Kombi

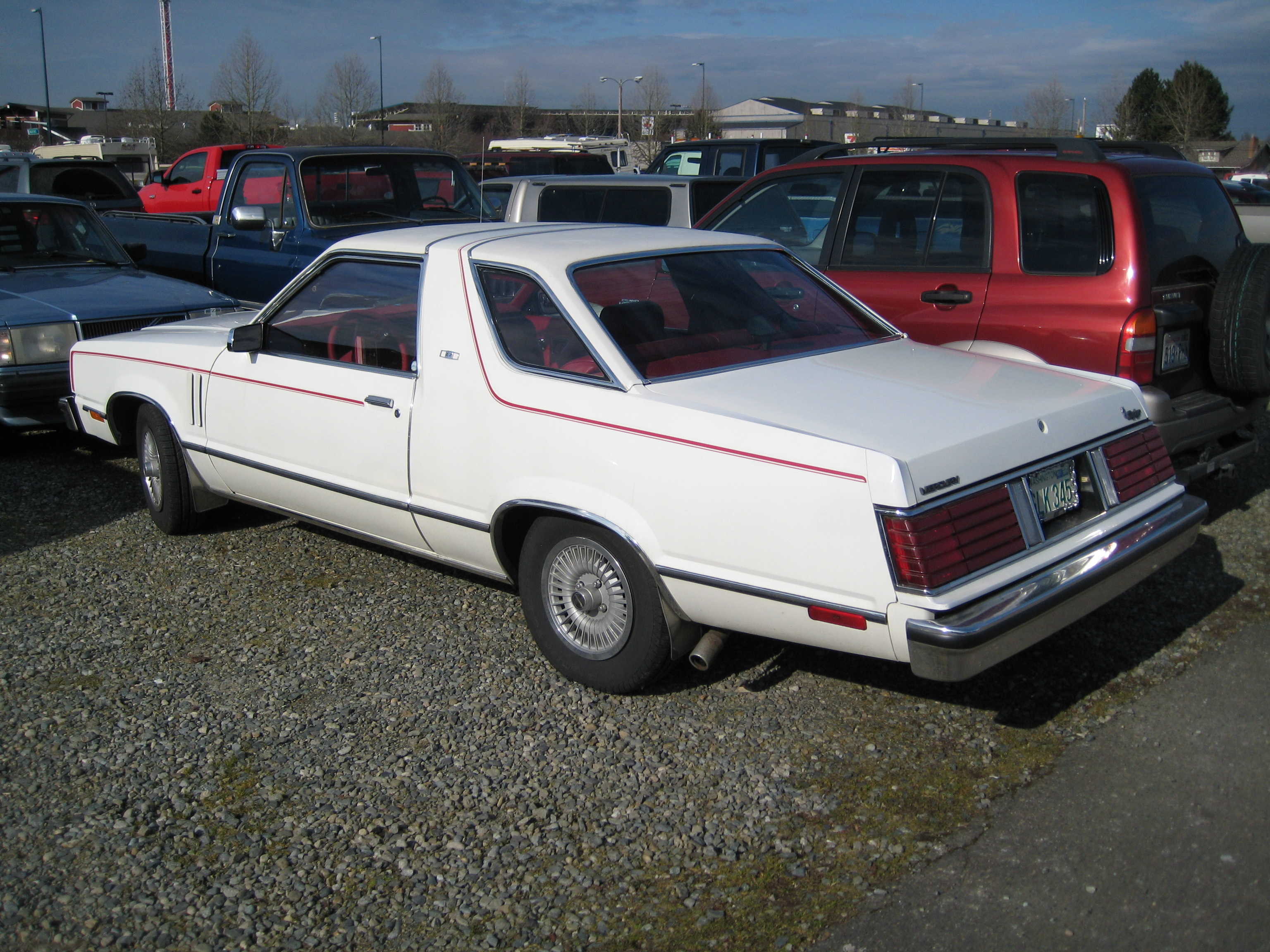
Mercury Zephyr Coupe

W 1978 roku koncern Ford przedstawił nowe, bliźniacze konstrukcje klasy średniej. Gamę Mercury zasilił nowy model Zephyr, który w dotychczasowej ofercie zastąpił linię modelową Comet. Podobnie do bliźniaczego Forda Fairmonta, samochód zyskał kanciaste proporcje nadwozia.
Zephyr dostępny był w obszernej gamie nadwoziowej jako 2- i 4-drzwiowy sedan, 5-drzwiowe kombi, a także 2-drzwiowe coupé,. Do napędu używano silników: R4, R6 i V8. Moc przenoszona była na oś tylną poprzez automatyczną lub manualną skrzynię biegów. Samochód został zastąpiony przez model Topaz.

### Silniki
- L4 2.3l SOHC
- L4 2.3l Turbo
- L6 3.3l OHV
- V8 4.2l OHV
- V8 4.9l OHV

### Dane techniczne (V8 4.9)
- V8 4,9 l (4942 cm³), 2 zawory na cylinder, OHV
- Układ zasilania: gaźnik
- Średnica cylindra × skok tłoka: 101,60 mm × 76,20 mm
- Stopień sprężania: 8,4:1
- Moc maksymalna: 143 KM (105 kW) przy 3600 obr./min
- Maksymalny moment obrotowy: 329 N•m przy 2200 obr./min